# Mokhtar Hasni
Mokhtar Hasni (19. března 1952 Siliana – 21. ledna 2024) byl tuniský fotbalista, útočník.

## Klubová kariéra
Začínal v Tunisku v týmu El Makarem de Mahdia. Od roku 1976 hrál v Belgii UBS Auvelais. V letech  1977-1982 v Belgii za RAA Louviéroise. Za tuniskou fotbalovou reprezentaci nastoupil v 9 utkáních. Byl členem tuniské reprezentace na Mistrovství světa ve fotbale 1978, ale v utkání nenastoupil.

## Ligová bilance
| Ročník                       | Zápasy | Góly | Klub            |
| ---------------------------- | ------ | ---- | --------------- |
| Jupiler Pro League 1977/1978 | -      | -    | RAA Louviéroise |
| Jupiler Pro League 1978/1979 | -      | -    | RAA Louviéroise |
| 2. belgická liga 1979/1980   | -      | -    | RAA Louviéroise |
| 2. belgická liga 1980/1981   | -      | -    | RAA Louviéroise |
| 2. belgická liga 1981/1982   | -      | -    | RAA Louviéroise |
| CELKEM 1. belgická liga      | -      | -    |                 |